# Temple d'Awām
Le temple d'Awām (en arabe : معبد أوام) ou temple d'Awâmm, surnommé « Mahram Bilqis » par les archéologues, est un ancien temple sabéen situé à 10 km au sud de la ville moderne de Marib. Dédié au dieu Almaqah, la principale divinité du royaume de Saba, le temple était un lieu de pèlerinage célèbre entre le VIIIe siècle av. J.-C. et le milieu du IVe siècle.

## Histoire

### Époque contemporaine

#### Fouilles archéologiques
En 1951, une équipe de chercheurs de l'American Foundation for the Study of Man (AFSM) obtient une autorisation du roi pour effectuer des fouilles archéologiques autour de Ma'rib. Les ruines de l'entrée du temple sont presque entièrement dégagées du sable, révélant des centaines d'inscriptions qui sont peu à peu recopiées. Des fouilles ont aussi lieu dans la nécropole située au sud du sanctuaire, mettant au jour un mausolée et une série de tombes monumentales. Au bout de quelques mois, se sentant menacés par la dégradation de leurs relations avec les autorités locales, les chercheurs sont contraints d'abandonner le site, les équipements et une grande partie de leurs recherches,.

Ruines de l'entrée principale du temple, en 1986
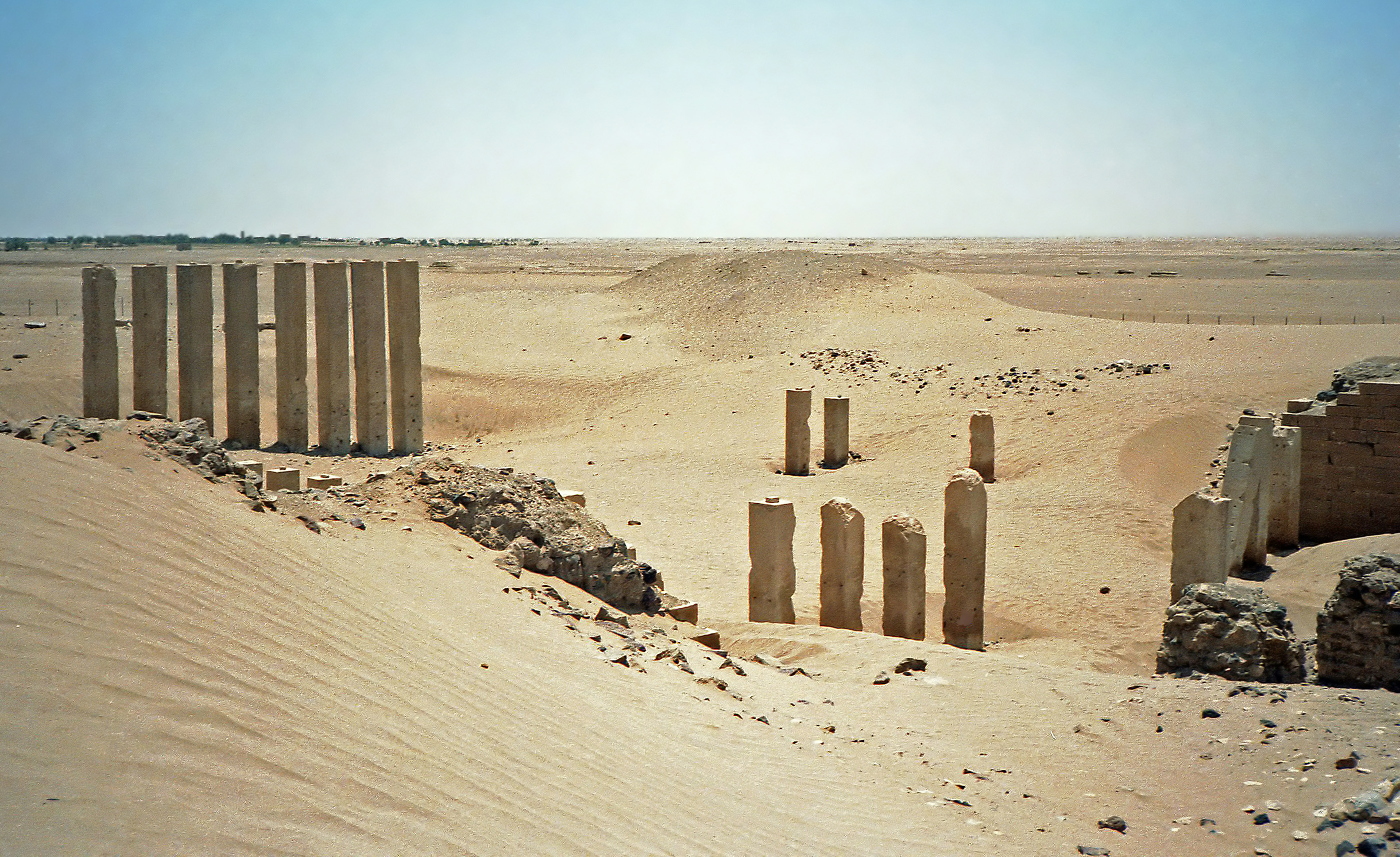
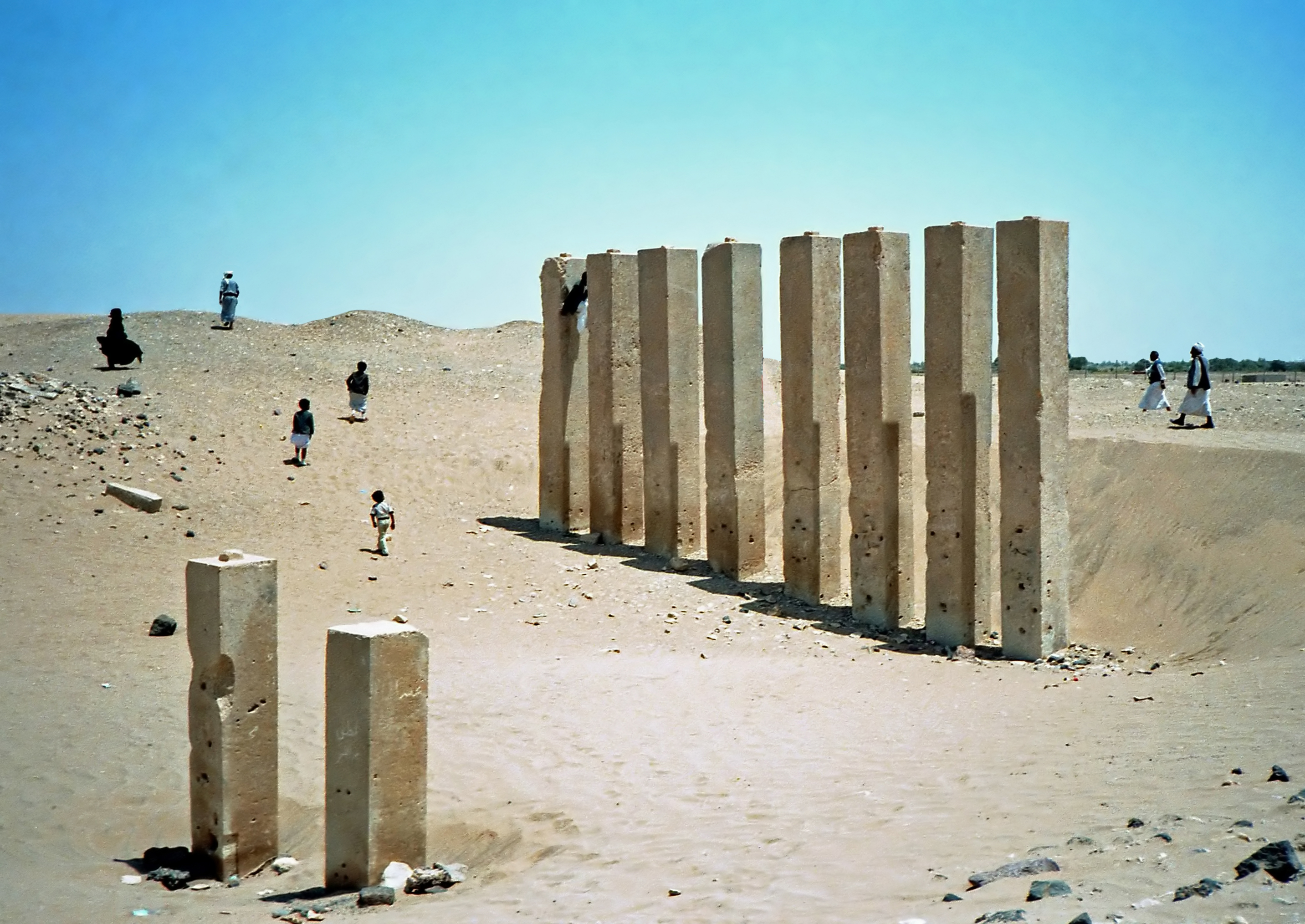

Entre 1997 et 2001, une mission de l'Institut archéologique allemand (DAI) réalise une étude géomagnétique de la nécropole et mène de nouvelles excavations,.
Entre 1998 et 2007, sur invitation du gouvernement yéménite, les fouilles de l'entrée principale sont reprises par une équipe internationale composée d'ouvriers, d'archéologues, d'épigraphistes et d'architectes. La salle du péristyle est fouillée une seconde fois, avec minutie, faisant apparaître les fondations du bâtiment et trois cent nouvelles inscriptions,.
Ces recherches sont arrêtées brusquement après qu'un attentat-suicide ait causé la mort de dix personnes à la sortie du temple, le 2 juillet 2007. Malgré l'élimination des commanditaires un mois plus tard, l'augmentation de l'activité terroriste dans la région provoque l'abandon du site,,. Depuis, le sable a de nouveau recouvert les ruines du temple, offrant une protection naturelle contre les pillages. 

#### Inscription au patrimoine mondial en péril
En 2023, avec d'autres monuments de l'ancien royaume de Saba, le temple d'Awwâm est inscrit sur la liste du patrimoine mondial en péril de l'Organisation des Nations unies pour l'éducation, la science et la culture (UNESCO),.

## Description
Situé à l'écart de la cité antique de Ma'rib, sur l'autre rive du wâdi Dhana, le temple d'Awwâm est un complexe qui regroupe plusieurs constructions.

### Enceinte extérieure
L'enceinte du temple est une structure ovale irrégulière, délimitée par un mur massif de 300 m de circonférence et de 13 m de haut environ. Construit selon une technique locale appelée al-mi'sa, il est constitué de deux parois parallèles en pierres de taille, séparées par un épais remblai en moellons,,. 
Une vaste cour extérieure, mesurant 112 m sur l'axe le plus long et 75 m sur l'axe le plus large, dans laquelle se déroulait les cérémonies religieuses, constitue l'espace principal du temple. Il s'agit de la partie la plus ancienne et sacrée, désignée comme le sanctuaire du dieu Almaqah par les inscriptions qui ornent le mur d'enceinte,.

### Salle du péristyle

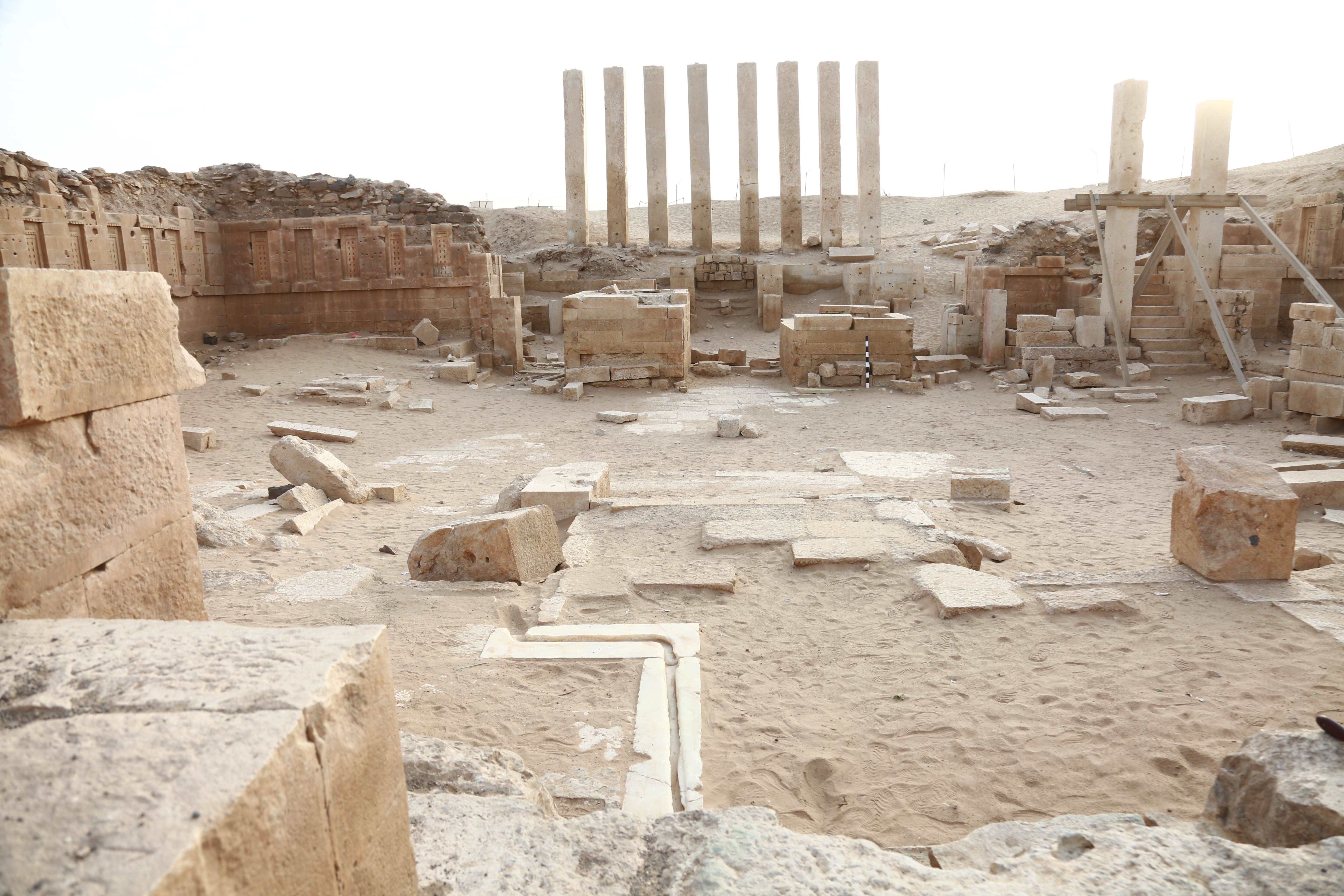
Vue de la salle du péristyle depuis l'entrée sud (photographie prise en 2021).

Au nord-est, une construction semi-rectangulaire, dont chaque côté est relié au mur d'enceinte, marque l'entrée principale du sanctuaire. Pour entrer dans la partie sacrée, les visiteurs devaient traverser une première pièce annexe avant d'accéder à une salle plus grande, encadrée par un péristyle de trente-deux colonnes et une série de bancs en pierre volcanique. Les murs du bâtiment, construits avec des blocs de calcaire taillés et disposés de la même façon que pour le mur d'enceinte, sont décorés par des dizaines de fausses fenêtres réparties sur deux niveaux. Une collection de statuettes en bronze et en marbre, pour la plupart incomplètes, ont été trouvées lors des fouilles de l'AFSM en 1951-1952. Malgré le pillage du site sur une très longue période, les nombreuses inscriptions encore lisibles sont étudiées par les épigraphistes modernes, permettant de dater les différentes phases de construction du bâtiment et du temple,.

### Nécropole du temple

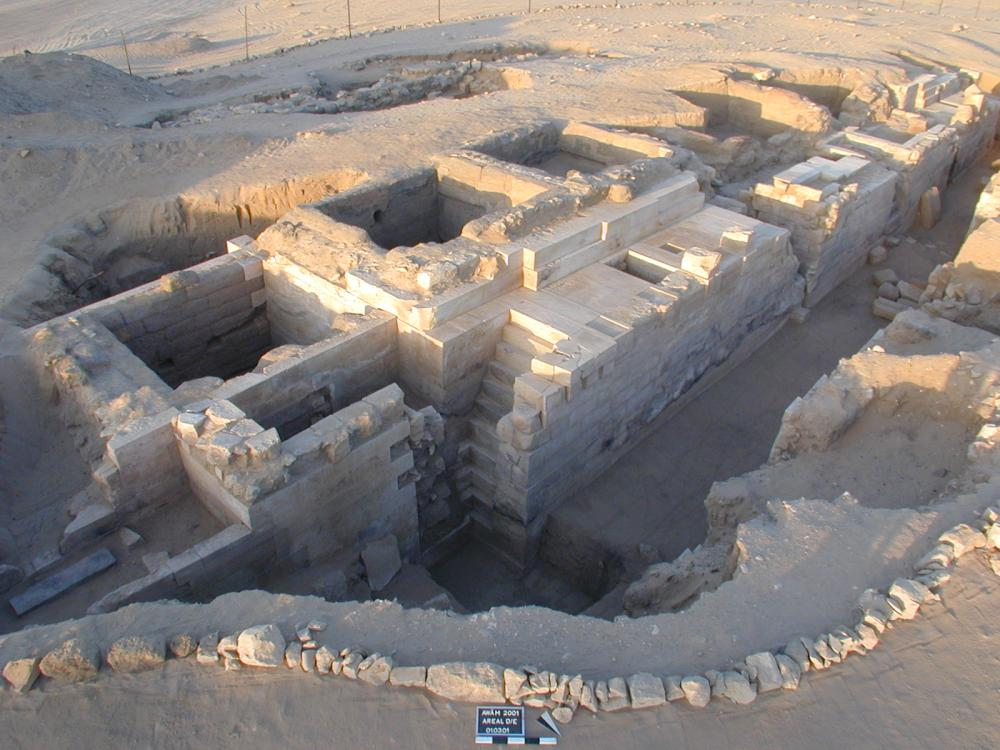
Plusieurs tombes (zone D) de la nécropole du temple (date inconnue).

Au sud du sanctuaire, en dehors de l'enceinte, les archéologues américains ont identifié une nécropole datant du VIIe siècle avant notre ère. Ils en ont étudié une petite partie en creusant une tranchée dans la zone la plus au sud. Durant sa période d'activité, l'unique accès de la nécropole se trouvait à l'intérieur du sanctuaire, point de départ des processions funéraires. 
Les tombes, qui abritent des sépultures multiples, sont décrites comme des structures à toit plat, au plan rectangulaire et pouvant mesurer jusqu'à 9 m de hauteur. Construites en blocs de basalte parfaitement taillés et polis, leur façade extérieure est parfois décorée d'un bas-relief représentant le visage du défunt,.
L'étude des inscriptions murales a révélé l'existence d'un système complexe de possession et de division des tombes, en fonction du nombre de membres de la famille et de la capacité financière de la personne qui souhaitait être enterrée dans la nécropole d'Awām. Entre 1997 et 2001, l'équipe allemande a fouillé d'autres secteurs et mis au jour une soixantaine de tombes. D'après leurs estimations, entre 20 000 et 30 000 personnes ont été inhumés à proximité du temple,.